# Cython
Cython es un lenguaje de programación para simplificar la escritura de módulos de extensión para Python en C y C++. Siendo estrictos, la sintaxis de Cython es la misma de Python pero con algunos agregados:
- Se pueden llamar funciones en C, o funciones/métodos de C++, directamente desde el código en Cython.
- Es posible usar tipos estáticos en las variables (enteros, flotantes, o cualquier tipo de dato).

Cython compila a código en C o C++ desde Python, y el resultado puede ser usado desde Python como un "Modulo de extensión", o como una aplicación embebida en el intérprete CPython.

## Historia
Cython es un proyecto derivado de Pyrex, pero implementa más funcionalidades y optimizaciones que este.
Los archivos Cython tienen una extensión .pyx. En su forma más básica, el código Cython se ve exactamente como el código Python. Sin embargo, mientras que Python estándar se escribe dinámicamente, en Cython, los tipos se pueden proporcionar opcionalmente, lo que permite un rendimiento mejorado, permitiendo que los bucles se conviertan en bucles C siempre que sea posible. Por ejemplo:
```
def
 
primes
(
int
 
kmax
):
  
# The argument will be converted to int or raise a TypeError.

    
cdef
 
int
 
n
,
 
k
,
 
i
  
# These variables are declared with C types.

    
cdef
 
int
 
p
[1000]  # 
Another
 
C
 
type

    
result
 
=
 
[]
  
# A Python type

    
if
 
kmax
 
>
 
1000
:

        
kmax
 
=
 
1000

    
k
 
=
 
0

    
n
 
=
 
2

    
while
 
k
 
<
 
kmax
:

        
i
 
=
 
0

        
while
 
i
 
<
 
k
 
and
 
n
 
%
 
p
[
i
]
 
!=
 
0
:

            
i
 
=
 
i
 
+
 
1

        
if
 
i
 
==
 
k
:

            
p
[
k
]
 
=
 
n

            
k
 
=
 
k
 
+
 
1

            
result
.
append
(
n
)

        
n
 
=
 
n
 
+
 
1

    
return
 
result

```

## Ventajas
La ventaja esencial de este enfoque, es que al entremezclar perfectamente código Python/C (es decir, C usando <python.h>) es que el código Python existente se puede ajustar a casi la velocidad de C con solo añadir unos pocos tipos estáticos a las declaraciones y haciendo algunas adaptaciones en los bucles críticos -sin necesidad de una interfaz complicada o muy invasiva del código. La velocidad de codificación y la legibilidad del código sigue siendo bastante similar a la que se tiene usando Python.
Debido a reducción del consumo general en las estructuras de control (especialmente los bucles), las optimizaciones optimistas y la (limitada) inferencia de tipos, el código Python compilado con Cython normalmente se ejecuta más rápido que en el intérprete CPython 2.6.x, aunque las mejoras absolutas dependen en gran medida del código. Con las declaraciones de tipos estáticos, la aceleración típica en cálculos numéricos/matriciales es de 100x-1000x En comparación a la típica optimización con Psyco (Python JIT compiler) qué es entre 4x-100x.

## Compatibilidad
Cython está escrito en Python, así que trabaja en Windows, Linux, y MacOS X.

## Usos
- SageMath, un sistema de álgebra computacional está parcialmente escrito en Cython.

## Páginas externas
- Sitio web oficial

- Datos: Q975594